# Trigonophorus saundersi
Trigonophorus saundersi is een keversoort uit de familie bladsprietkevers (Scarabaeidae). De wetenschappelijke naam van de soort werd voor het eerst geldig gepubliceerd in 1842 door Westwood.